# Храм Матроны Московской (Ногинск)

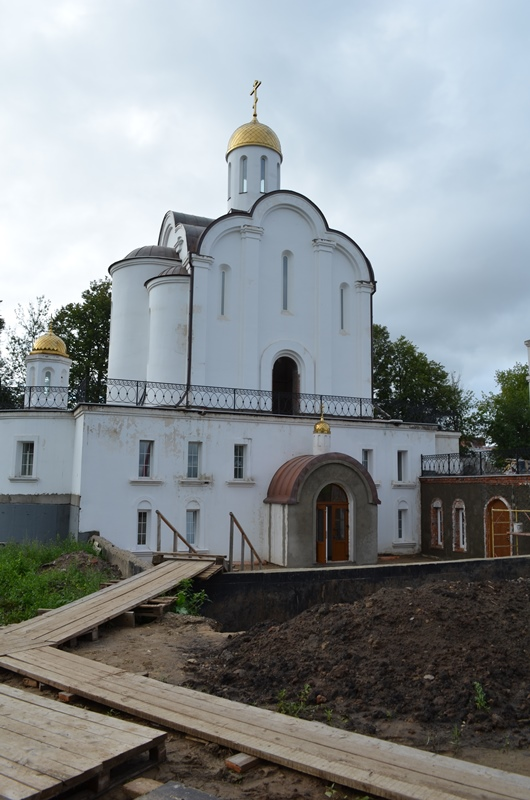
Вид со стороны реки Клязьмы

Храм Святой блаженной Матроны Московской — православный храм в городе Ногинске (Богородске) Московской области, на правом берегу реки Клязьмы.
Один из храмов Богородского благочиния Балашихинской епархии Русской Православной Церкви.

## Общественная деятельность
При храме действует бесплатная Воскресная школа для детей. Занятия проводятся в приходском доме при храме по воскресениям: Закон Божий, храмоведение, рукоделие. Запись в Воскресную школу производится ежедневно в здании храма. Преподаватели — Горшков Алексей Юрьевич, Манегина Ольга Константиновна, Ржаницина Ирина Владимировна. 

Для взрослых по воскресениям, после Божественной литургии с 13-00 в приходском доме проводятся занятия воскресной школы для взрослых. Занятия построены в форме изучения Священного писания, разъяснения настоятелем храма сути изученного, тематических бесед. Преподаватель — священник Александр Анохин.

## История
20 января 2019 года великое освящение храма совершил митрополит Крутицкий и Коломенский Ювеналий.
Придельный престол освящён во имя великомученика Георгия (отмечается 23 апреля (6 мая)).

## Духовенство
- Настоятель храма — священник Андрей Чадин[2]

### Фото и галерея

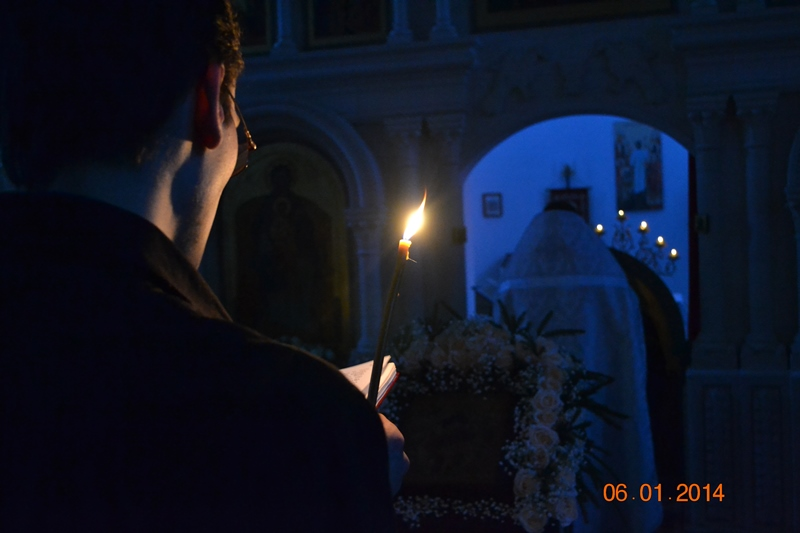
Богослужение в Храме св. блж. Матроны Московской
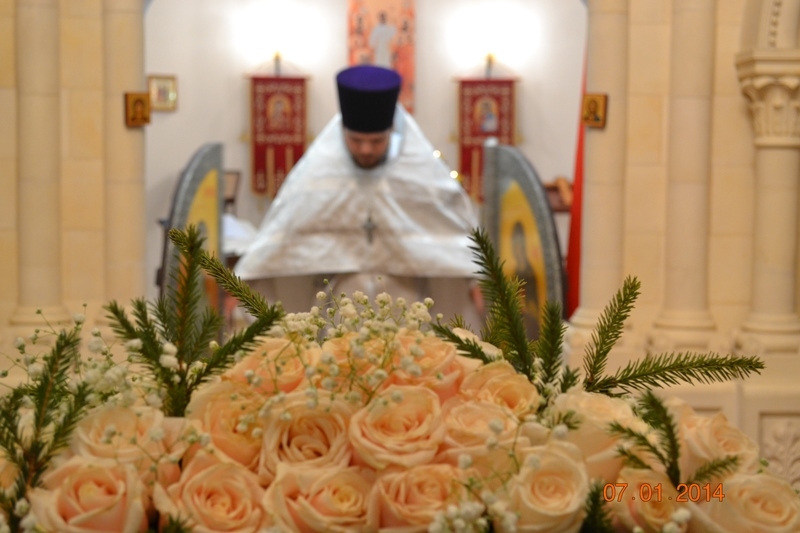
Богослужение в Храме св. блж. Матроны Московской
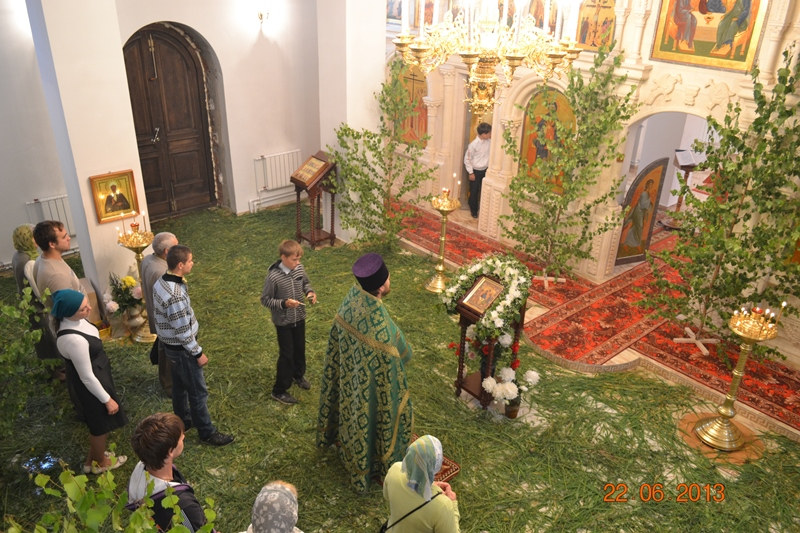
Богослужение в день Святой Троицы Храм св. блж. Матроны Московской
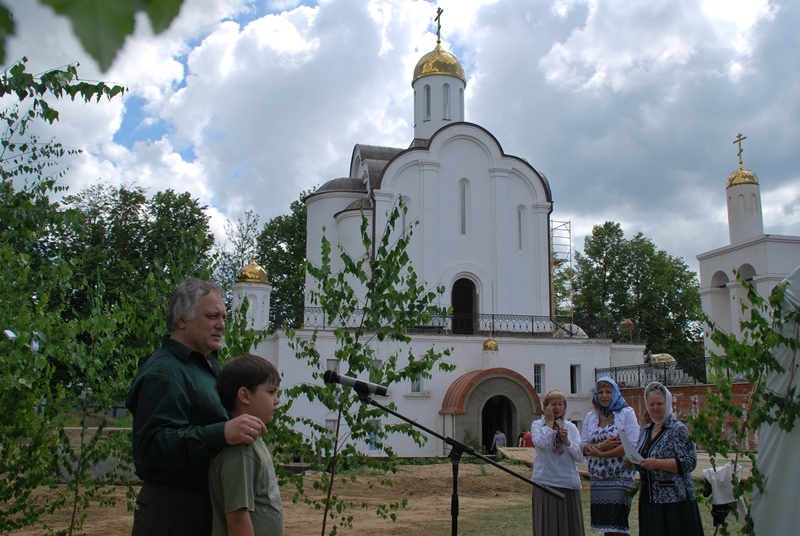
Праздник в честь дня Святой Троицы в Храме св. блж. Матроны Московской
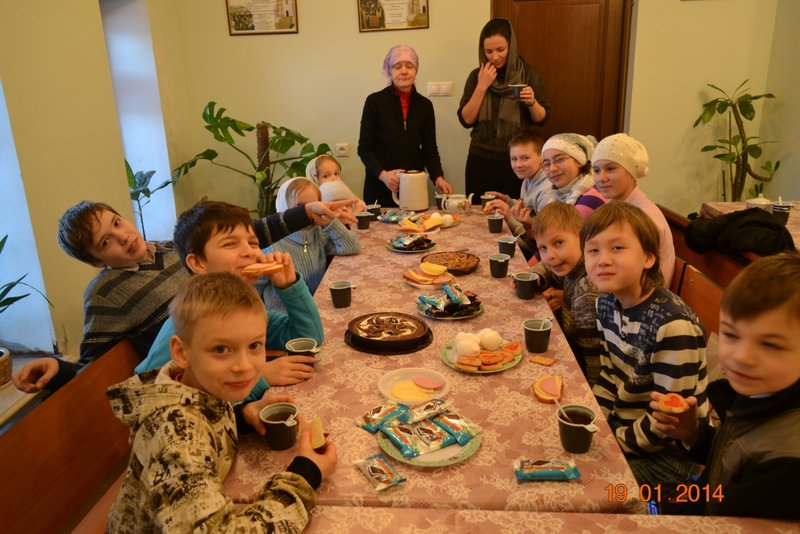
Занятия воскресной школы в Храме св. блж. Матроны Московской

## Как добраться
Электричками Горьковского направления до платформы Захарово.